# 高速道路交通警察隊

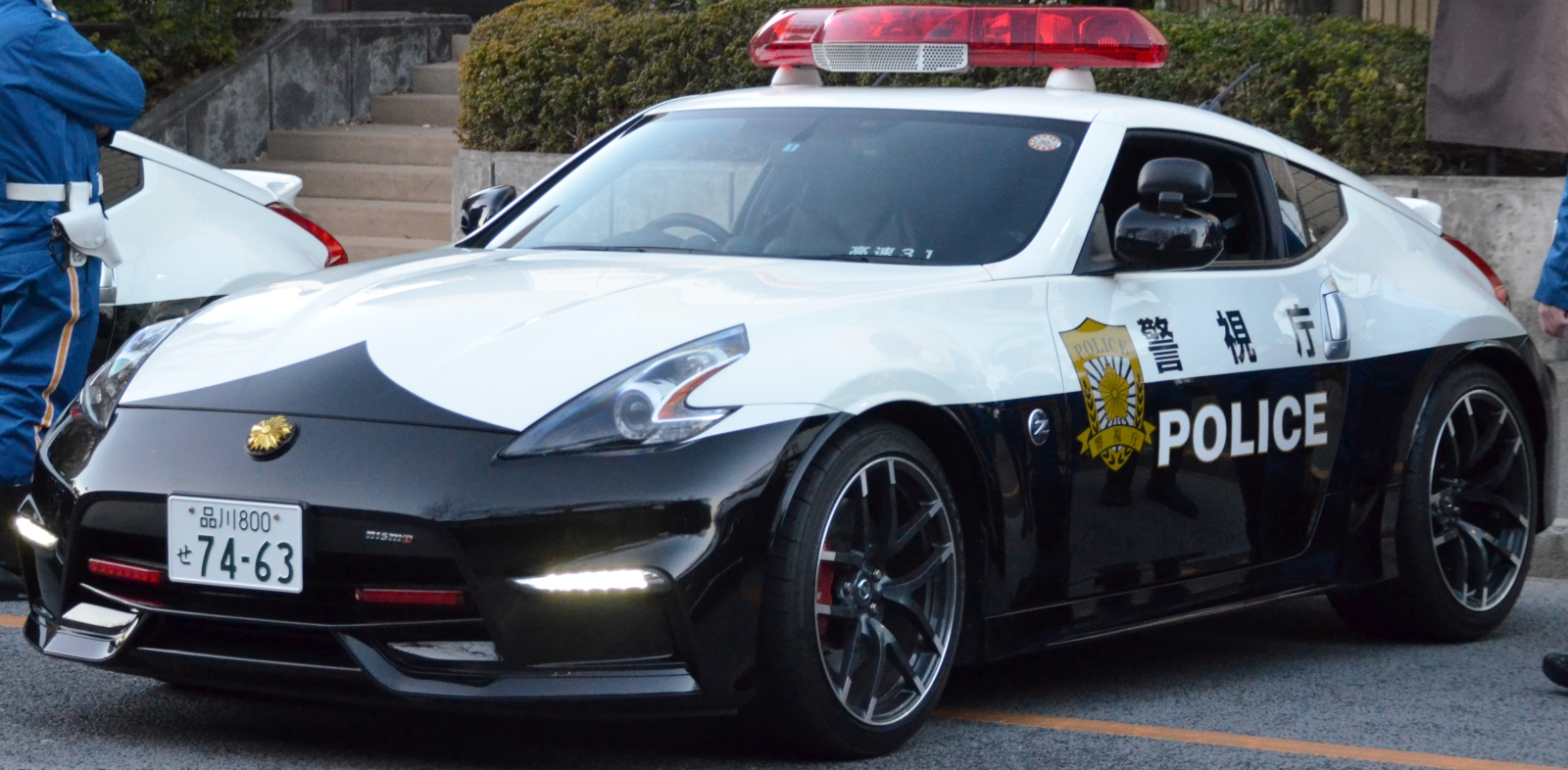
警視庁高速隊のパトロールカー(フェアレディZ)

高速道路交通警察隊（こうそくどうろこうつうけいさつたい）とは、沖縄県を除く都道府県警察本部交通部に設置されている執行隊である。一般道における交通機動隊とは異なる。アメリカのハイウェイ・パトロールと同等だが、英語表記は「Express way patrol」もしくは「Express way Traffic Police Unit」。略称は高速隊。なお、沖縄県警察では交通機動隊が高速道路交通警察隊の業務も行っており、設置されない。

## 概要
文字通り高速道路を管轄し、高速道路上における交通取り締まり、交通事故処理、自動車で逃走している被疑者追跡、事件が発生した場合の初動捜査・遺失物の扱いを管轄する。また広域緊急援助隊の際は交通部として出動することもある。
隊長は警視。副隊長は警部（北海道警察と警視庁は警視）であり、隊長補佐、中隊長は数人おり階級は警部である。
なお、高速道路交通警察隊の区域は、通常の都道府県警察の管轄境界と異なり都県境を越える最初のインターチェンジまで設定される場合もある。例えば関越道では、終点の練馬ICは、埼玉県警の管轄になる。
「高速機動隊」は誤表記であり、パトロールカーのプラモデルシリーズに用いられた架空名称で、このような隊は実在しない。

## 車両

### パトロールカー
白黒パトカー「交通取締用四輪車」と覆面パトカー「交通取締用四輪車（反転警光灯）」が使用されている。2020年現在、全国的な配備車種にはトヨタ・クラウン、日産・スカイライン、スバル・レガシィB4、トヨタ・マークXなどがある。速度違反や挙動不審の車両を迅速に確保出来るよう、3000cc以上の大排気量のエンジンを搭載しているセダン、スポーツカー型車両が選択されることが多い。
トランスミッションは2001年頃まではマニュアルが主流であったが、現在はオートマチックが主体となっている。
高速隊のパトロールカーは交通取り締まりや事故の対応が主な任務であるため、ほぼ全ての車両に速度計測器やパイロン、発煙筒や、矢印板などが装備されている。
事故処理車に用いられる車種はハイエース、キャラバンなどのワンボックスカー、走破性が高く衝撃吸収力の高いランドクルーザーのような大型SUVも用いられている。

### 事故処理車
名前の通り事故の処理や交通整理などを用途とする車両。用いられる車種は積載性の高いハイエース、キャラバンなどのワンボックスカーや、走破性が高くて衝撃吸収性が高いランドクルーザーのような大型SUVなども用いられている。

## 本隊・分駐隊・分駐所

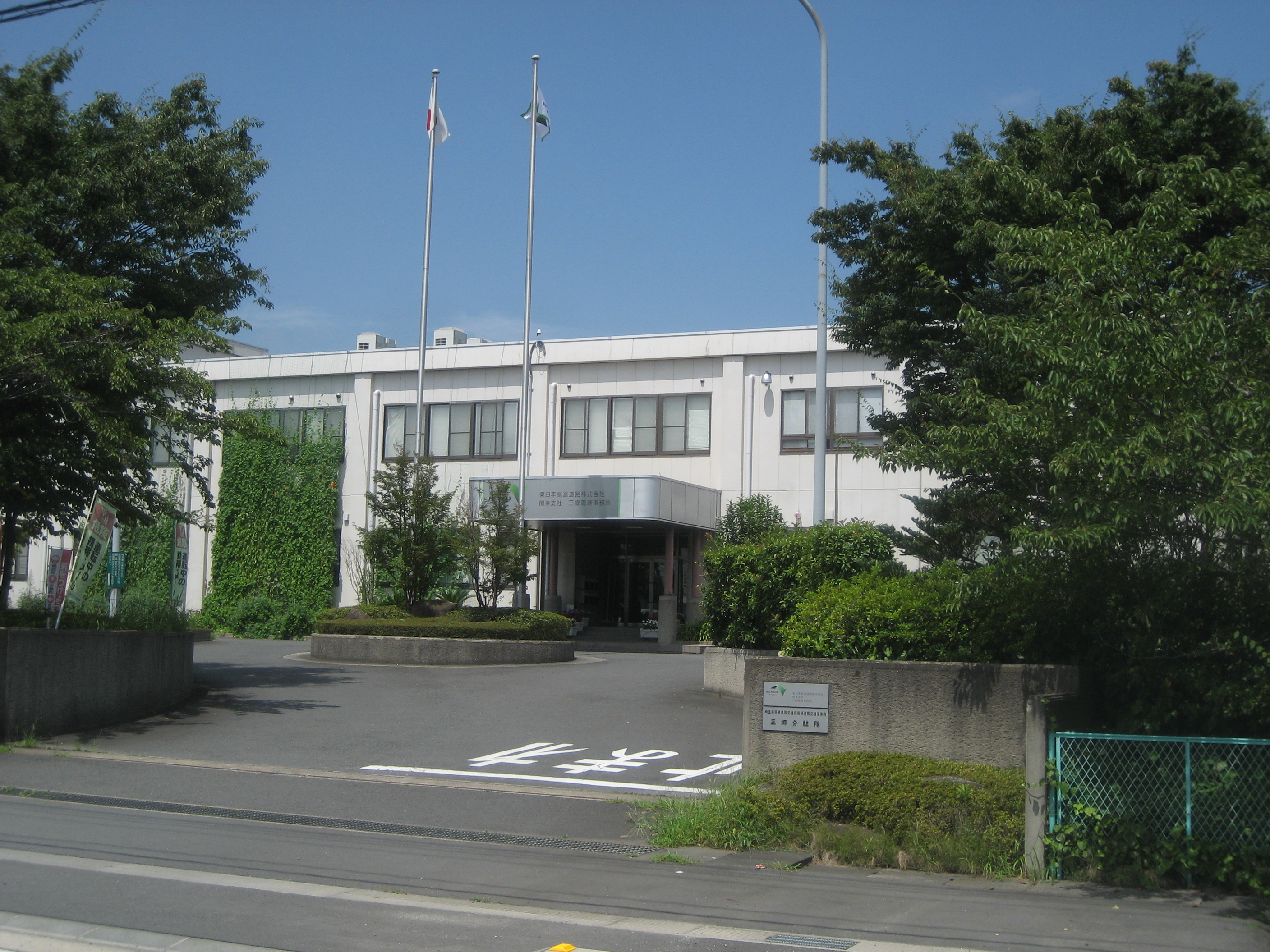
NEXCO東日本三郷管理事務所に併設の分駐隊（所）(埼玉県警高速隊三郷分駐隊)

管轄区域内のインターチェンジにある料金事務所や高速道路会社の管理事務所等に併設する形で本隊・分駐隊・分駐所が設置される。
例えば北海道警察は札幌市厚別区札幌南インターチェンジ近くにあり、東日本高速道路株式会社ビル敷地内にある。分駐隊長は警部補か巡査部長である（大規模都府県においては警部）。
規模は本隊>分駐隊>分駐所である。本隊は県庁所在地とは限らない（例：神奈川県警察では川崎市宮前区の東京料金所に所在）。